# 포르투갈의 가수 목록

## 가
- 마리아 구이노

## 나
- 마리아 테레사 드 노로냐
- 누샤
- 넬리 퍼타도
- 누노 베텐코트

## 다
- 도라
- 둘스 폰트스

## 라
- 루라
- 루시아 모니스

## 마
- 애나 말로아
- 아나 모우라
- 마리자

## 바
- 마누엘라 브라보
- 크리즈티나 브란코

## 사
- 파트리시아 산도소
- 테레자 살게이로
- 마리아 세베라 오노프리아나
- 알렉산드라 솔나도
- 린다 드 수자
- 모니카 신트라

## 아
- 마누엘라 아제베도
- 마리아 아르만다
- 마팔다 아르나우츠
- 소피아 에스코바르
- 시모느 드 올리베이라

## 자
- 마리아 조앙
- 지젤라 조앙

## 카
- 클라우디아 파스코알

## 타
- 사라 타바레스

## 파
- 룰라 페나
- 에벨리나 페레이라
- 필리파 소자
- 필리파 아제베두

## 하
- 셀레스트 호드리게스